# زمین‌دمافشارسنجی
زمین‌دمافشارسنجی یا ژئوترموبارومتری (به انگلیسی: Geothermobarometry)، دانش اندازه‌گیری تاریخچه فشار و دمای پیشین سنگ‌های آذرین دگرگونی یا نفوذی است. زمین‌دمافشارسنجی ترکیبی از زمین‌فشارسنجی است که در آن فشار تشکیل مواد معدنی حل می‌شود، و زمین‌دماسنجی که در آن دمای تشکیل آن مشخص می‌شود.

### زمین‌دماسنج‌ها
- محتوای اشباع Ti میکای بیوتیت.[۱]
- تبادل آهن-منیزیوم بین گارنت-بیوتیت و گارنت - آمفیبول.
- سیستماتیک آهن-منیزیوم در پیجونیت‌ها و اوجیت‌ها[۲]
- محتوای Zr روتیل، برای دماهای بالاتر از دماسنج Ti-in-Biotite مؤثر است. به کوارتز، روتیل و زیرکون برای متعادل شدن نیاز دارد.[۳]
- دماسنج تبلور Ti-in-Zircon

### زمان‌فشارسنج‌ها
- GASP; مخفف مجموعه گارنت- (Al 2 SiO 5) - سیلیس (کوارتز) - پلاژیوکلاز
- GPMB مخفف مجموعه گارنت-پلاژیوکلاز- مسکویت -بیوتیت
- گارنت-پلاژیوکلاز-هورنبلند-کوارتز.[۴][۵]
- هورنبلند[۶][۷][۸]

### نرم‌افزارها
- نرم‌افزار Thermo-Calc
- THERMOCALC (هلند و پاول)